# Поп Пикси: Царство на феи
„Поп Пикси: Царство на феи“ (на английски: PopPixie) e италиански анимационен сериал с участието на Пикситата от анимационния сериал Уинкс Клуб, Той дебютира на 10 януари 2011 г. по Rai 2 и завършва на 22 март.

## В България
В България сериалът е излъчен през 2012 г. по Super 7. Ролите се озвучават от Светлана Смолева, Вилма Карталска, Яна Огнянова, Мина Костова и Христо Димитров.